# Марумбиџи
Марумбиџи (енгл. Murrumbidgee) је река у Аустралији дугачка око 1.400 km. Извире у Аустралијским Алпима недалеко од врха Кошћушко на 1600 метара надморске висине. Тече према западу кроз територију савезне државе Нови Јужни Велс. На свом путу према ушћу у реку Мари пролази кроз главни град Аустралије — Канберу. Прима неколико притока од којих су најзначајније Молонгло, Лаклан и Аберкромби. Током 1970-их година у горњем току реке су изграђене хидроцентрале.
Извор реке је откривен 1823, а истраживања доњег дела тока спровео је Енглез Чарлс Стерт током 1929. У преводу са абориџинског језика, Марумбиџи значи „велика река“. У периоду од 1852. до 2002. река је често плавила околна подручја. Изградњом брана број поплава је смањен.